# Charles N. Brower
Charles Nelson Brower (* 5. Juni 1935 in Plainfield, New Jersey) ist ein amerikanischer Jurist und Experte in den Bereichen Völkerrecht und internationale Schiedsgerichtsbarkeit. Er ist seit 1961 in privater Praxis tätig, darunter von 1969 bis 2000 als Partner in der Kanzlei White & Case sowie seit 2001 in der Londoner Kanzlei 20 Essex Street Chambers. Darüber hinaus gehört er seit 1983 dem Iran-United States Claims Tribunal an. Von 1996 bis 1998 fungierte er als Präsident der Amerikanischen Gesellschaft für internationales Recht, die ihn 2009 mit der Manley-O.-Hudson-Medaille auszeichnete. Im „Top Ten Arbitrators“-Ranking der amerikanischen Zeitschrift „The American Lawyer“ belegte er in den Jahren 2009 und 2011 den ersten Rang, nachdem er bereits 2005 und 2007 in dieser Rangliste vertreten war.

## Leben
Charles Brower wurde 1935 in Plainfield im US-Bundesstaat New Jersey geboren und studierte an der Harvard University, an der er 1957 einen A.B.- sowie 1961 einen J.D.-Abschluss erlangte. Weitere Studien absolvierte er in den Jahren 1957/1958 mit einem Fulbright-Stipendium an der Rheinischen Friedrich-Wilhelms-Universität Bonn und an der Freien Universität Berlin sowie 1961/1962 an der Columbia University.
Ab 1961 war er für die Kanzlei White & Case mit Sitz in New York City als Rechtsanwalt in den Bereichen Wirtschafts- und Strafrecht tätig, in der er 1969 Partner wurde. Von 1969 bis 1973 fungierte als Rechtsberater im Außenministerium der Vereinigten Staaten sowie als Berater der Delegationen seines Heimatlandes bei Verhandlungen mit anderen Staaten. Er wirkte anschließend erneut als Partner in der Kanzlei White & Case, für die er deren Niederlassung in Washington, D.C. etablierte, und konzentrierte sich in der Folgezeit zunehmend auf den Bereich der internationalen Schiedsgerichtsbarkeit.
Seit 1983 gehört er dem Iran-United States Claims Tribunal an, darunter von 1984 bis 1988 in Vollzeittätigkeit am Sitz des Tribunals in Den Haag. 1990 unterrichtete er als Dozent an der Haager Akademie für Völkerrecht. Von 1996 bis 1998 war er Präsident der Amerikanischen Gesellschaft für internationales Recht. Von 1999 bis 2002 war er auf Vorschlag Boliviens als Ad-hoc-Richter an einem Verfahren vor dem Interamerikanischen Gerichtshof für Menschenrechte beteiligt. Im Jahr 2001 wechselte er von White & Case zur in London ansässigen Kanzlei 20 Essex Street Chambers.
2013 wurde Brower von der Klägerseite im Schiedsverfahren Vattenfall gegen Bundesrepublik Deutschland, das seit 2012 beim Internationalen Zentrum zur Beilegung von Investitionsstreitigkeiten anhängig ist, zum Schiedsrichter ernannt. Seit 2014 ist er zudem als von Kolumbien ausgewählter Ad-hoc-Richter am Internationalen Gerichtshof mit einem Rechtsstreit zwischen Nicaragua und Kolumbien befasst.

## Auszeichnungen
Charles Brower erhielt 1998 für das von ihm mitverfasste Buch „The Iran-United States Claims Tribunal“ eine Verdiensturkunde (Certificate of Merit) der Amerikanischen Gesellschaft für internationales Recht, die ihn darüber hinaus im gleichen Jahr zum Ehrenvizepräsidenten ernannte und ihm 2009 mit der Manley-O.-Hudson-Medaille ihre höchste Ehrung verlieh. Ein Jahr später wurde er von der juristischen Fakultät der University of California, Berkeley mit dem Stefan A. Riesenfeld Memorial Award ausgezeichnet. Außerdem wurde die in Costa Rica entdeckte und 2000 erstmals beschriebene Schlupfwespen-Art Barylypa broweri nach Charles Brower benannt.

## Werke (Auswahl)
- International Arbitration in the 21st Century. Irvington 1994 (als Mitherausgeber)
- The Iran-United States Claims Tribunal. Den Haag und Boston 1998 (als Mitautor)